# Saison 7 de Desperate Housewives
Chronologie
Saison 6 Saison 8
Cet article présente le guide des épisodes de la septième saison du feuilleton télévisé américain Desperate Housewives.

## Distribution

### Acteurs principaux
- Teri Hatcher (VF : Claire Guyot) : Susan Delfino
- Felicity Huffman (VF : Caroline Beaune) : Lynette Scavo
- Marcia Cross (VF : Blanche Ravalec) : Bree Van de Kamp
- Eva Longoria (VF : Odile Schmitt) : Gabrielle Solis
- Vanessa Williams (VF : Isabelle Leprince) : Renee Perry
- Ricardo Antonio Chavira (VF : Bernard Gabay) : Carlos Solis
- Doug Savant (VF : Emmanuel Curtil) : Tom Scavo
- Mark Moses (VF : Luc Bernard) : Paul Young
- Kathryn Joosten (VF : Nicole Favart) : Karen McCluskey
- Kevin Rahm (VF : Pierre Tessier) : Lee McDermott
- Tuc Watkins (VF : Jérôme Rebbot) : Bob Hunter
- Brenda Strong (VF : Françoise Cadol) : Mary Alice Young
- James Denton (VF : Arnaud Arbessier) : Mike Delfino

### Acteurs récurrents
- Charlie Carver (VF : Olivier Martret) : Porter Scavo
- Joshua Logan Moore (VF : Thomas Sagols) : Parker Scavo
- Darcy Rose Byrnes (VF : Claire Bouanich) : Penny Scavo
- Madison De La Garza : Juanita Solis
- Mason Vale Cotton : M.J. Delfino

### Acteurs invités
- Cecilia Balagot : Grace Sanchez
- Carla Jimenez (VF : Annabelle Roux) : Carmen Sanchez
- Rolando Molina : Hector Sanchez
- Max Carver (VF : Alexandre Nguyen) : Preston Scavo
- Shawn Pyfrom (VF : Yoann Sover) : Andrew Van de Kamp
- Emily Bergl (VF : Valérie Nosrée) : Beth Young
- Andrea Bowen (VF : Karine Foviau) : Julie Mayer
- Kyle MacLachlan (VF : Patrick Poivey) : Orson Hodge
- Steven Culp (VF : Georges Caudron) : Rex Van de Kamp
- Reggie Austin (VF : Sydney Kotto) : Doug Perry
- Daniella Baltodano : Celia Solis
- Orson Bean (VF : Jean-François Laley) : Roy Bender
- Christine Estabrook (VF : Marie-Martine) : Martha Huber
- Brian Austin Green (VF : Damien Boisseau) : Keith Watson
- Harriet Sansom Harris (VF : Élisabeth Wiener) : Felicia Tilman
- Lainie Kazan (VF : Michèle Bardollet) : Maxine Rosen
- Joy Lauren (VF : Manon Azem) : Danielle Katz
- Lois Smith : Allison Scavo
- Cody Kasch : (VF : Alexis Tomassian) : Zach Young
- Jonathan Cake (VF : Guillaume Orsat) : Chuck Vance
- Larry Hagman (VF : Dominique Paturel) : Frank Kaminsky
- Erika Eleniak (VF : Nathalie Spitzer) : Barbara Fine

## Résumé

### Susan Delfino
Susan et Mike font face à des ennuis financiers importants les forçant à déménager, à louer leur résidence de Wisteria Lane et à d'emménager dans un petit appartement. Mike demande à Lee de louer sa maison à quiconque offrira une somme importante d'argent. Malheureusement il s'agit de Paul Young qui a signé pour un bail d'un an. Susan accepte un deuxième emploi proposé par sa propriétaire, qui consiste à faire le ménage chez soi en petite lingerie tout en étant filmée et retransmise sur Internet. Mais Paul finit par découvrir ce que fait Susan et dévoile à une parent d'élève de son école son secret. Elle se fait immédiatement renvoyer et par la même occasion arrête son autre travail. Mike part donc en Alaska malgré lui pour subvenir aux besoins de sa famille. Lynette et Renee lui proposent un emploi de nounou pour garder Paige afin que Susan retrouve un salaire. Lors de la manifestation qui a lieu à Fairview, Susan est piétinée et perd un de ses reins, puis apprend par la suite que l'autre a une malformation, mettant sa santé en danger. Elle doit alors subir une transplantation mais il lui faut trouver un donneur compatible, tache qui n'est pas aisée. Mike pense alors à Sophie, la mère de Susan, qui refusera d'être testée car elle est atteinte d'un cancer. Susan commence alors ses dialyses où elle rencontre un homme qui lui fait prendre conscience que l'attente d'un rein est une torture de chaque instant. Plus tard, Susan rencontre un ancien ami de lycée, Monroe, dont elle ne se souvient visiblement pas. En revanche, lui se souvient très bien d'elle puisqu'il en était secrètement amoureux. Un peu idiot, Monroe décide de lui faire don de son rein pensant pouvoir conquérir le cœur de Susan. Elle lui fait bien comprendre qu'elle n'en a pas envie, c'est pourquoi il se rétracte. Elle use finalement de sa maladie pour bénéficier de certains avantages, mais fait une nouvelle rechute, et tombe dans le coma une nouvelle fois. Elle obtient finalement le rein de Beth après que celle-ci s'est suicidée. Après sa transplantation, Susan commence à se préoccuper de l'état déplorable de Paul. Pensant devoir lui être plus ou moins reconnaissante, elle s'occupe de lui et essaye de l'aider à se remettre sur pied. Après avoir découvert que Felicia était de retour dans le quartier, elle se lie d'amitié avec cette dernière. Felicia profite de cette situation pour verser de l'antigel dans les plats que Susan prépare pour Paul, qui finit par frôler la mort. Paul commence alors à douter de la sincérité de Susan et finira par trouver des preuves pour la faire arrêter pour tentative de meurtre avec préméditation. Elle sera disculpée lorsque Mike dira à Paul que Felicia aidait Susan à préparer ses repas. Au dernier épisode de la saison, Susan réaménage chez elle et les habitants de Wisteria Lane organisent une fête pour célébrer son retour.

### Lynette Scavo
Une ancienne vieille amie de l'université, Renee Perry, qui est la femme du joueur de baseball Doug Perry, vient lui rendre visite puis finit par emménager chez elle temporairement. Tandis que Lynette ignore les dépressions de Tom et qu'elle est abasourdie du fait que le docteur ait prescrit à Tom de la marijuana, Renee quant à elle écoute et soutient Tom ce qui commence à agacer Lynette. Surchargée de travail, Lynette se rend compte qu'elle abuse un peu de sa fille Penny qui va jusqu'à emmener Paige avec elle à l'école. Lynette décide donc d'engager une nourrice, mais Tom a la bonne idée d'engager sa mère. Quelques conflits éclatent jusqu'à ce que Lynette se rende compte que la mère de Tom, Allison semble avoir des troubles de mémoire importants. Elle en parle à son mari mais celui-ci n'y croit pas et finit par s'énerver contre sa femme jusqu'à la fête d'Halloween où Allison, complètement déstabilisée, gifle Lynette. Ils décident donc que le meilleur pour elle est d'aller se reposer en maison de retraite. Elle embauche Susan, qui a des problèmes financiers et monte sa propre entreprise de décoration intérieure avec Renee. Lynette apprend par Renee que celle-ci avait une liaison avec Tom et n'est pas prête à les pardonner. Tom décide d'en parler à Lynette qui lui en veut terriblement. Il rétorque qu'il a eu cette liaison avant qu'ils ne soient mariés et qu'il serait dommage de gâcher vingt merveilleuses années de mariage pour une histoire qui ne représente plus rien pour lui. Lynette décide alors de commencer à lui pardonner. Par la suite, Lynette apprend que sa mère, Stella, compte se marier avec un vieillard particulièrement odieux mais également très riche. Il décède cependant en pleine prise de photo de famille et Stella hérite de toute sa fortune laissant Lynette perplexe quant au comportement de sa mère. À son départ, elle décide de renvoyer Porter et Preston de la maison pour qu'ils deviennent indépendants. Encouragé par Lynette, Tom obtient un nouvel emploi accompagné d'avantages et d'un salaire beaucoup plus alléchants. Cependant, elle découvre que la vie de femme d'un riche PDG comporte aussi des inconvénients. Lynette arrive de moins en moins à supporter la nouvelle carrière de son mari, menant le couple à de nombreuses disputes. Ils décident alors de prendre des vacances mais ceci ne fait qu’aggraver les choses. Un malaise se crée entre les deux partenaires. Ils se remettent en question et finissent par se séparer.

### Bree Van De Kamp
Bree traverse un moment difficile. Tandis qu'elle vient de perdre son entreprise, elle dit la vérité à Gaby concernant l'accident qui s'est produit onze ans auparavant (lorsque Andrew a accidentellement renversé la mère de Carlos). Orson, quant à lui, quitte Bree pour aller vivre avec une autre femme en lui disant de faire du changement dans sa vie. Elle suit ce conseil et refait entièrement la décoration de sa salle à manger tout en étant attirée par son peintre, Keith Watson. Néanmoins, Renee semble elle aussi attirée par celui-ci. Les deux femmes rivalisent alors jusqu'à ce que Renee abandonne, préférant privilégier son amitié avec Bree. Malgré la différence d'âge qui gêne Bree, Keith n'est pas gêné et n'hésite pas à demander Bree en mariage. Celle-ci refuse et lui propose plutôt de venir vivre chez elle, ce qui fâche Keith. Profitant de cette dispute, le père de Keith essaye de se rapprocher de Bree jusqu'à l'embrasser. Le père et le fils se battent alors qu'une manifestation est organisée à Fairview, Keith est considéré comme un ex-prisonnier créant une émeute. Par la suite, Orson revient vivre chez Bree et essaye de la reconquérir. Cependant, il finit par se rendre compte que son ex-femme est amoureuse de Keith. Peu après, une jeune femme appelée Amber James se manifeste chez Bree en affirmant connaitre Keith. Bree découvre que la jeune femme et Keith ont eu un enfant sept ans auparavant. Cependant, Bree décide de ne rien dire à Keith de peur que le jeune homme ne la quitte. Amber insiste pour que Keith rencontre leur fils. C'est alors que Bree prend conscience qu'elle ne peut cacher plus longtemps ce secret. Elle finit par tout avouer à Keith en lui remettant une photo du petit Charlie. C'est alors que Bree annonce à Keith qu'il serait mieux pour lui d'aller retrouver son fils biologique. Après le départ de son petit ami, Bree essaye de redonner un sens à sa vie en venant en aide à ses proches. Elle trouve un donneur de rein pour Susan et apprend aussi que son fils, Andrew, se serait mis à boire. Suivant dorénavant le programme des alcooliques anonymes, Andrew veut dire la vérité à Carlos sur la mort de sa mère. Malgré sa colère, Carlos décide de pardonner à Andrew mais il ne veut plus jamais revoir Bree, elle qui était adulte et supposée être son amie et lui interdit de revoir également Gaby mais les deux se voient en secret et il finira par le découvrir. Gaby vient donc vivre chez Bree avec ses filles et Bree essaye d'apprendre les bonnes manières à Juanita et Célia. Bree rencontre Chuck, un inspecteur, qui ne la laisse pas indifférente et ils finissent par sortir ensemble.

### Gabrielle Solis
Alors que Bree lui révèle que c'est Andrew qui avait renversé sa belle-mère il y a onze ans, Carlos apprend que Juanita n'est pas leur fille. Maintenant qu'elle a découvert cela, elle engage Bob comme avocat afin de retrouver sa fille biologique dans le dos de Carlos. Quand Carlos l'apprend il est furieux et menace que si Juanita leur est enlevé tout sera terminé. Une fois la rencontre établit entre les deux familles, Gabrielle est ravie, car Grace sa fille biologique est exactement la caricature de Gaby. Elle commence à s'attacher dangereusement à Grace, lui offre un sac à main refusé par sa mère, lui offre secrètement son premier bijou jusqu'au jour où elle apprend que ses parents sont clandestins et que son père est renvoyé chez lui. Elle essaye alors de garder Grace, mais finit par constater qu'elle aime bien trop sa mère. La relation entre les Sanchez et les Solis est coupée et Gaby est effondrée. Elle écrit une lettre à Grace en lui exprimant tous ses sentiments pour elle, malheureusement Juanita tombe dessus. Elle repousse sa mère et s'enfuit dans la foule de la manifestation. Après les événements, Juanita va voir une psy, car elle se sent rejetée. La psychologue ordonne aux parents de couper tous les ponts avec Grace et de supprimer toute trace de cette dernière dans la maison. Carlos est d'accord, mais pour Gaby ceci est impossible. Carlos finit par s'énerver et supprime lui-même les photos. Gaby, perdue, achète une magnifique poupée qui ressemble à Grace. Elle s'attache de plus en plus à la poupée et son affection pour le jouet tourne à l'obsession. Carlos finit par être au courant et commence à s'inquiéter pour sa femme. Alors que Gaby nie aller mal, Carlos décide de l'emmener au restaurant. Malheureusement un homme les braque pour avoir la voiture et la poupée en subit les conséquences. Forcée par Carlos, Gaby ira consulter une psychologue et finira par y avouer un secret douloureux de son enfance. Elle retournera dans sa ville natale mais une nonne lui fera encore ressurgir ces mauvais souvenirs. Puis Carlos finit par apprendre qu'Andrew a tué sa mère il y a onze ans, celui-ci met fin à son amitié avec Bree et force ainsi Gaby à en faire autant. Mais Gaby continue à la voir et va vivre chez Bree avec ses filles. Le beau-père de Gaby, qui la violait quand elle était enfant, la retrouve, s'introduit chez elle menaçant de la tuer avec son arme. Mais Carlos arrive et tue par accident Alejandro. Gaby décide d'appeler la police mais elle découvre qu'il n’était pas armé. Bree, Susan et Lynette arrivent au même moment et découvrent le cadavre. Bree décide de mettre le corps à l’intérieur de la table avant que le reste des invités arrivent, renouant ainsi son amitié avec Carlos et Gaby.

### Renee Perry
Renee est une ancienne amie d'université de Lynette. En arrivant en limousine, elle fait une impression plutôt grossière devant ses amies ce qui ne plaît pas réellement à Lynette. Après plusieurs semaines passées chez Lynette, elle et Tom se mettent en accord pour que Lynette n'apprenne jamais ce qui s'est passé entre elle et Tom. Renee avoue à Lynette qu'il est temps pour elle de s'acheter une maison, il faut dire que chez Lynette il y a des enfants partout et que Renee déteste les enfants. Lynette est ravie jusqu'à ce qu'elle lui apprenne qu'elle va habiter dans l'ancienne maison d'Edie Britt. Sa relation avec Gabrielle démarre très bien car elles sont toutes les deux "de très belles femmes", elles s'échangent des secrets jusqu'à ce que Renee dévoile celui de Gaby au voisinage. Furieuse Gabrielle dévoile le secret de Renee ce qui entraîne une bagarre. Son ex-mari Doug Perry est déçu et finit par divorcer pour de bon. Renee et Lynette ouvrent leur entreprise de décoration intérieure. Susan invite Renee à un dîner d'anniversaire, mais après avoir un peu trop bu, Renee lui avoue que Tom Scavo est l'amour de sa vie. Susan en parle à Tom et demande à Renee de quitter Wisteria Lane. Celle-ci refuse et essaye de parler avec Susan durant l'émeute, mais Susan se fait piétiner et finit à l'hôpital. Renee dévoile finalement son ancienne relation avec Tom à Lynette. Sans laisser trop de choix, Renee décore la future chambre de la fille adoptive de Bob et Lee et avoue avoir pensé aux enfants à une époque. Elle essaye alors de se rattraper en gardant lors d'une soirée Paige, mais réalise très vite que c'est un vrai fiasco et qu'elle n'est pas faite pour cela. À la fin de la saison, alors que les Housewives organise une soirée, elle apprend que son ex-mari se remarie. Celle-ci se met dont un peu trop à boire et attire toute l'attention sur elle.

## Épisodes
Les titres officiels de cette saison (figurant sur les DVD) sont ceux de M6.

### Épisode 1:Les Mauvaises Nouvelles
- On a changé leurs mamans (France)
- Retour vers le passé (Canada)

- États-Unis /  Canada : 26 septembre 2010 sur ABC / CTV[1]
- Suisse alémanique : 10 janvier 2011 sur SF Zwei
- Québec : 22 mars 2011 sur Radio-Canada
- France : 14 avril 2011 sur Canal+ et le 13 septembre 2011 sur M6
- Belgique : 25 avril 2011 sur Be 1 & 6 novembre 2011 sur RTL-TVI
- Suisse : 31 août 2011 sur TSR1

- États-Unis : 13,06 millions de téléspectateurs
- Canada : 1,284 million de téléspectateurs[2]
- France : 4,3 millions de téléspectateurs (M6)

- Lainie Kazan (Maxine Rosen)
- Harriet Sansom Harris (Felicia Tilman)
- Max Carver (Preston Scavo)
- Christine Estabrook (Martha Huber)
- Kevin Symons (Jack Pinkham)
- Kyle MacLachlan (Orson Hodge)
- Steven Culp (Rex Van de Kamp)
- Brian Austin Green (Keith Watson)

### Épisode 2:Soulager sa douleur
- C'est (presque) du propre !(France)
- Le cœur des femmes (Canada)

- États-Unis /  Canada : 3 octobre 2010 sur ABC / CTV
- Québec : 29 mars 2011 sur Radio-Canada
- France : 14 avril 2011 sur Canal+ et le 13 septembre 2011 sur M6
- Belgique : 6 octobre 2011 sur RTL-TVI
- Suisse : 31 août 2011 sur TSR1

- États-Unis : 13,23 millions de téléspectateurs
- Canada : 2,029 millions de téléspectateurs[3]
- France : 4,1 millions de téléspectateurs (M6)

- Lainie Kazan (Maxine Rosen)
- Amy Pietz (Madeline)
- Shawn Pyfrom (Andrew Van de Kamp)
- Emily Bergl (Beth Young)
- Brian Austin Green (Keith Watson)

Bree est de plus en plus bouleversée et séduite par Keith, si bien que lorsqu'elle prend son véhicule, trop absorbée par l'image du jeune homme, elle renverse accidentellement Juanita Solis sur son vélo. La fillette est emmenée à l'hôpital, où l'on constate que ses blessures sont sans grande gravité. Cependant, lorsque Gabrielle se rend au chevet de sa fille, une infirmière lui apprend que le groupe sanguin de Juanita ne correspond en rien à celui de ses parents. Cette dernière sous-entend que l'enfant serait née d'un adultère. D'abord furieuse, Gabrielle réfléchit à l'éventualité où elle aurait couché avec un homme 8 ans auparavant, après une soirée alcoolisée. Lorsqu'elle tente alors d'avouer sa probable culpabilité à Carlos, ce dernier se voit contraint de lui dévoiler que Juanita n'est pas leur fille biologique.
D'abord très intimidée par le fait de se trémousser devant des internautes, Susan se montre de plus en plus à l'aise. Toutefois, forcée de cacher cette nouvelle activité à Mike, un immense sentiment de culpabilité la submerge, bien que cela ce soit très lucratif.
Tom apprend qu'il est victime d'une forme de dépression post-natale (ou Baby Blues) mais Lynette ne le prend pas au sérieux et lui exige d'être opérationnel au sein du foyer. Il va donc se confier à Renée, qui se montre plus à l'écoute et qui tentera de donner quelques conseils à Lynette. Cette dernière ne va pas apprécier l'intervention de son amie et lui demande de ne plus se mêler de sa vie de couple. Plus tard, Tom et Renée ont une brève conversation pleine de sous-entendus, suggérant qu'ils aient été plus que des amis par le passé. Par la suite, Renée annonce sa décision de s'installer à Wisteria Lane, dans l'ancienne demeure de Edie Brit.
Très troublée par son désir grandissant, qui menace à tout instant de la trahir, Bree tente de licencier Keith, prétextant des motifs aussi stupides qu'improbables. Toutefois, après réflexion, elle réalise qu'elle est en train de laisser s'échapper une merveilleuse occasion d'être heureuse. Elle se rend donc chez Keith et se montre plus chaleureuse qu'à l'accoutumée.
À l'hôpital, Gabrielle répond à Carlos qu'elle "ne craque pas sur les français d'habitude", un clin d’œil évident à son mariage avec le joueur de basketball Tony Parker.

### Épisode 3:Le bonheur auquel chacun aspire
- États-Unis /  Canada : 10 octobre 2010 sur ABC / CTV
- Québec : 5 avril 2011 sur Radio-Canada
- France : 21 avril 2011 sur Canal+ et le 20 septembre 2011 sur M6
- Belgique : 13 octobre 2011 sur RTL-TVI
- Suisse : 7 septembre 2011 sur TSR1

- États-Unis : 12,38 millions de téléspectateurs
- Canada : 1,734 million de téléspectateurs[5]
- France : 3,04 millions de téléspectateurs

- Lainie Kazan (Maxine Rosen)
- Kevin Symons (Jack Pinkham)
- Emily Bergl (Beth Young)
- Rebecca Creskoff (Stacy Strauss)
- Brian Austin Green (Keith Jones)

### Épisode 4:Le Sac à main
- États-Unis /  Canada : 17 octobre 2010 sur ABC / CTV
- Québec : 12 avril 2011 sur Radio-Canada
- France : 21 avril 2011 sur Canal+ et le 20 septembre 2011 sur M6
- Belgique : 13 octobre 2011 sur RTL-TVI
- Suisse : 7 septembre 2011 sur TSR1

- États-Unis : 12,67 millions de téléspectateurs
- Canada : 2,003 millions de téléspectateurs[6]
- France : 3,1 millions de téléspectateurs

- Lainie Kazan (Maxine Rosen)
- Brian Austin Green (Keith Jones)
- Emily Bergl (Beth Young)
- Joy Lauren (Danielle Katz)
- Margot Rose (Principale Harris)
- Natalie Lopez (Carmen Sanchez)

### Épisode 5:Les Uns contre les autres
- États-Unis /  Canada : 24 octobre 2010 sur ABC / CTV
- Québec : 19 avril 2011 sur Radio-Canada
- France : 28 avril 2011 sur Canal+ et le 20 septembre 2011 sur M6
- Suisse : 14 septembre 2011 sur TSR1

- États-Unis : 12,16 millions de téléspectateurs
- Canada : 1,511 million de téléspectateurs[7]
- France : 3 millions de téléspectateurs (M6)

- Lainie Kazan (Maxine Rosen)
- Brian Austin Green (Keith Jones)
- Max Carver (Preston Scavo)
- Lois Smith (Allison Scavo)
- Reggie Austin (Doug Perry)
- Natalie Lopez (Carmen Sanchez)
- Dana Glover (Emma Graham)

### Épisode 6:Ce qui nous fait peur
- États-Unis /  Canada : 31 octobre 2010 sur ABC / CTV
- Québec : 26 avril 2011 sur Radio-Canada
- France : 28 avril 2011 sur Canal+ et le 27 septembre 2011 sur M6
- Suisse : 14 septembre 2011 sur TSR1

- États-Unis : 11,1 millions de téléspectateurs
- Canada : 2,116 millions de téléspectateurs[8]
- France : 4,2 millions de téléspectateurs (M6)

- Mason Vale Cotton (M.J. Delfino)
- Brian Austin Green (Keith Jones)
- Emily Bergl (Beth Young)
- Lois Smith (Allison Scavo)
- Brittany Ishibashi (Mimi)
- Peter Breitmayer (le footballeur)

### Épisode 7:L'Humiliation
- États-Unis /  Canada : 7 novembre 2010 sur ABC / CTV
- Québec : 3 mai 2011 sur Radio-Canada
- France : 5 mai 2011 sur Canal+ et le 27 septembre 2011 sur M6
- Suisse : 21 septembre 2011 sur TSR1

- États-Unis : 12,72 millions de téléspectateurs
- Canada : 2,059 millions de téléspectateurs[9]
- France : 4,15 millions de téléspectateurs (M6)

- John Schneider (Richard Watson)
- Nancy Travis (Dr Mary Wagner)
- Brian Austin Green (Keith Watson)
- Harriet Sansom Harris (Felicia Tilman)
- Kevin Rahm (Lee McDermott)
- Mason Vale Cotton (M.J. Delfino)
- Emily Bergl (Beth Young)
- Orson Bean (Roy Bender
- Darcy Rose Byrnes (Penny Scavo)
- Evan Parke (Derek Yaeger)
- Erika Eleniak (Barbara Fine)

### Épisode 8:Joyeux Thanksgiving
- États-Unis /  Canada : 14 novembre 2010 sur ABC / CTV
- France : 5 mai 2011 sur Canal+ et le 27 septembre 2011 sur M6
- Québec : 10 mai 2011 sur Radio-Canada
- Suisse : 21 septembre 2011 sur TSR1

- États-Unis : 11,92 millions de téléspectateurs
- Canada : 2,093 millions de téléspectateurs[10]
- France : 3,91 millions de téléspectateurs (M6)

- Bien que crédité, James Denton (Mike Delfino) n'apparaît pas dans cet épisode.

### Épisode 9:Les questions que nous nous posons
- États-Unis /  Canada : 5 décembre 2010 sur ABC / CTV
- France : 12 mai 2011 sur Canal+ et le 4 octobre 2011 sur M6
- Québec : 17 mai 2011 sur Radio-Canada
- Suisse : 28 septembre 2011 sur TSR1

- États-Unis : 11,36 millions de téléspectateurs
- Canada : 1,952 million de téléspectateurs[11]
- France : 4,13 millions de téléspectateurs (M6)

### Épisode 10:Les gens pas comme il faut
- États-Unis /  Canada : 12 décembre 2010 sur ABC / CTV
- France : 12 mai 2011 sur Canal+ et le 4 octobre 2011 sur M6
- Québec : 24 mai 2011 sur Radio-Canada
- Suisse : 28 septembre 2011 sur TSR1

- États-Unis : 11,6 millions de téléspectateurs
- Canada : 1,927 million de téléspectateurs[12]
- France : 4,08 millions de téléspectateurs (M6)

- Il est de coutume depuis quatre saisons qu'un épisode dramatique rompe la trame lancinante de la série. Cet épisode ne dérogera pas à la règle et confrontera les personnages face à une manifestation virant à une émeute causée par Bree. Cela dit, cet épisode peut être considéré uniquement comme dramatique et non comme un épisode "catastrophe", dont seuls les 4.09, 5.08 et 6.10 prennent la définition.

### Épisode 11:De nombreux ennemis
- États-Unis /  Canada : 2 janvier 2011 sur ABC / CTV
- France : 19 mai 2011 sur Canal+ et le 4 octobre 2011 sur M6
- Québec : 31 mai 2011 sur Radio-Canada
- Suisse : 28 septembre 2011 sur TSR1
- Belgique : 11 décembre 2011 sur RTL-TVI

- États-Unis : 12,19 millions de téléspectateurs
- Canada : 1,799 million de téléspectateurs[13]
- France : 3,91 millions de téléspectateurs (M6)

- Kyle MacLachlan (Orson Hodge)

### Épisode 12:Les Personnes seules
- États-Unis /  Canada : 9 janvier 2011 sur ABC / CTV
- France : 19 mai 2011 sur Canal+ et le 11 octobre 2011 sur M6
- Québec : 7 juin 2011 sur Radio-Canada
- Suisse : 5 octobre 2011 sur TSR1
- Belgique : 11 décembre 2011 sur RTL-TVI

- États-Unis : 12,83 millions de téléspectateurs
- Canada : 1,914 million de téléspectateurs[14]
- France : 4,08 millions de téléspectateurs (M6)

- Cody Kasch (Zach Young)
- Andrea Bowen (Julie Mayer)
- Lesley Ann Warren (Sophie Bremmer)

### Épisode 13:Ceux qui se comportent mal
- États-Unis /  Canada : 16 janvier 2011 sur ABC / CTV
- France : 26 mai 2011 sur Canal+ et le 11 octobre 2011 sur M6
- Québec : 14 juin 2011 sur Radio-Canada
- Suisse : 12 octobre 2011 sur TSR1
- Belgique : 18 décembre 2011 sur RTL-TVI

- États-Unis : 10,25 millions de téléspectateurs
- Canada : 1,289 million de téléspectateurs[15]
- France : 3,96 millions de téléspectateurs (M6)

- Polly Bergen (Stella)
- Larry Hagman (Frank)
- Cody Kasch (Zach Young)

### Épisode 14:Le Passé
- États-Unis /  Canada : 13 février 2011 sur ABC / CTV
- France : 26 mai 2011 sur Canal+ et le 18 octobre 2011 sur M6
- Québec : 21 juin 2011 sur Radio-Canada
- Suisse : 12 octobre 2011 sur TSR1
- Belgique : 18 décembre 2011 sur RTL-TVI

- États-Unis : 9,2 millions de téléspectateurs
- France : 4,06 millions de téléspectateurs (M6)

- Polly Bergen (Stella)
- Larry Hagman (Frank)
- Cody Kasch (Zach Young)

### Épisode 15:Il n'est jamais facile de partir
- États-Unis /  Canada : 20 février 2011 sur ABC / CTV
- France : 2 juin 2011 sur Canal+ et le 18 octobre 2011 sur M6
- Québec : 28 juin 2011 sur Radio-Canada
- Suisse : 12 octobre 2011 sur TSR1
- Belgique : 25 décembre 2011 sur RTL-TVI

- États-Unis : 10,58 millions de téléspectateurs
- Canada : 1,641 million de téléspectateurs[16]
- France : 4,02 millions de téléspectateurs (M6)

### Épisode 16:Un sens à notre vie
- États-Unis /  Canada : 6 mars 2011 sur ABC / CTV
- France : 2 juin 2011 sur Canal+ et le 25 octobre 2011 sur M6
- Québec : 5 juillet 2011 sur Radio-Canada
- Suisse : 12 octobre 2011 sur TSR1
- Belgique : 25 décembre 2011 sur RTL-TVI

- États-Unis : 11,35 millions de téléspectateurs
- Canada : 1,77 million de téléspectateurs[17]
- France : 3,98 millions de téléspectateurs (M6)

### Épisode 17:Le Jour du changement
- États-Unis /  Canada : 3 avril 2011 sur ABC / CTV
- France : 9 juin 2011 sur Canal+ et le 25 octobre 2011 sur M6
- Québec : 12 juillet 2011 sur Radio-Canada
- Suisse : 19 octobre 2011 sur TSR1
- Belgique : 1er janvier 2012 sur RTL-TVI

- États-Unis : 9,05 millions de téléspectateurs
- Canada : 1,503 million de téléspectateurs[18]
- France : 3,91 millions de téléspectateurs (M6)

### Épisode 18:Les Excuses
- États-Unis /  Canada : 17 avril 2011 sur ABC / CTV
- France : 9 juin 2011 sur Canal+ et le 25 octobre 2011 sur M6
- Québec : 19 juillet 2011 sur Radio-Canada
- Suisse : 19 octobre 2011 sur TSR1
- Belgique : 1er janvier 2012 sur RTL-TVI

- États-Unis : 9,11 millions de téléspectateurs
- Canada : 1,596 million de téléspectateurs[19]
- France : 3,91 millions de téléspectateurs (M6)

### Épisode 19:La Loyauté
- États-Unis /  Canada : 24 avril 2011 sur ABC / CTV
- France : 16 juin 2011 sur Canal+ et le 1er novembre 2011 sur M6
- Québec : 26 juillet 2011 sur Radio-Canada
- Suisse : 26 octobre 2011 sur TSR1
- Belgique : 8 janvier 2012 sur RTL-TVI

- États-Unis : 10,15 millions de téléspectateurs
- Canada : 1,21 million de téléspectateurs[20]
- France : 4 millions de téléspectateurs (M6)
- Belgique : 542 400 téléspectateurs (27 % de Pda)

### Épisode 20:Les Bonnes Actions
- États-Unis /  Canada : 1er mai 2011 sur ABC / CTV
- France : 16 juin 2011 sur Canal+ et le 1er novembre 2011 sur M6
- Québec : 2 août 2011 sur Radio-Canada
- Suisse : 26 octobre 2011 sur TSR1
- Belgique : 8 janvier 2012 sur RTL-TVI

- États-Unis : 9,44 millions de téléspectateurs
- Canada : 1,665 million de téléspectateurs[21]
- France : 3,8 millions de téléspectateurs (M6)
- Belgique : 565 400 téléspectateurs (28,9 % de Pda)

- Harriet Sansom Harris (Felicia Tilman)
- Jonathan Cake (Chuck Vance)

### Épisode 21:De grosses frayeurs
- États-Unis /  Canada : 8 mai 2011 sur ABC / CTV
- France : 23 juin 2011 sur Canal+ et le 8 novembre 2011 sur M6
- Québec : 9 août 2011 sur Radio-Canada
- Suisse : 26 octobre 2011 sur TSR1
- Belgique : 15 janvier 2012 sur RTL-TVI

- États-Unis : 10 millions de téléspectateurs
- France : 4,14 millions de téléspectateurs (M6)

### Épisode 22:Ce qui nous rassure
- Elle voulait pas tuer (France)
- Elle ne voulait pas tuer (Canada)

- États-Unis /  Canada : 15 mai 2011 sur ABC / CTV
- France : 23 juin 2011 sur Canal+ et le 8 novembre 2011 sur M6
- Québec : 16 août 2011 sur Radio-Canada
- Suisse : 2 novembre 2011 sur TSR1
- Belgique : 15 janvier 2012 sur RTL-TVI

- États-Unis : 10,25 millions de téléspectateurs
- Canada : 1,386 million de téléspectateurs[22]
- France : 4,16 millions de téléspectateurs (M6)

### Épisode 23:La Force de l'amitié
- États-Unis /  Canada : 15 mai 2011 sur ABC / CTV
- France : 23 juin 2011 sur Canal+ et le 8 novembre 2011 sur M6
- Québec : 23 août 2011 sur Radio-Canada
- Suisse : 9 novembre 2011 sur TSR1
- Belgique : 15 janvier 2012 sur RTL-TVI[23]

- États-Unis : 10,25 millions de téléspectateurs
- Canada : 1,386 million de téléspectateurs[22]
- France : 4,2 millions de téléspectateurs (M6)